# Continental Airlines

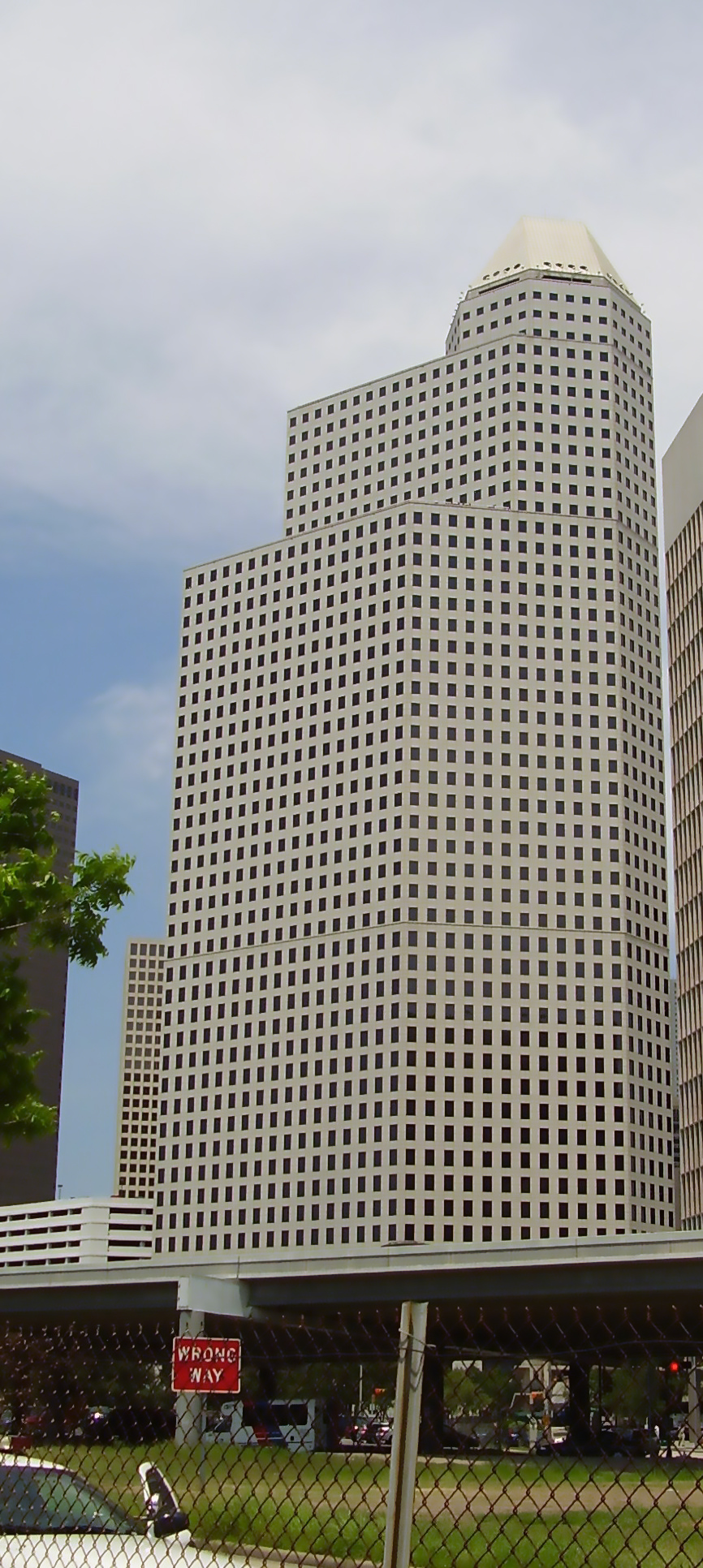
A antiga sede da Continental Airlines - Continental Center I, Downtown Houston

A Continental Airlines foi uma companhia aérea dos Estados Unidos. Era a quinta maior companhia aérea dos Estados Unidos e uma das maiores do mundo até sua fusão com a United Airlines, criando a terceira maior companhia aérea do mundo. A Continental começou a atividade com o nome de Varney Speed Lines. A empresa inaugurou voos de passageiros e transporte postal em 15 de julho de 1934, entre as cidades de El Paso e Pueblo, com uma pequena frota de Lockheed Vegas. 
Em julho de 1937 adotou o nome de Continental Airlines e no final de 1954 adquiriu a Pioneer Airlines, passando a usufruir da extensa malha desta empresa nos estados do Texas e Novo México. 
Suas origens regionais começaram a mudar em 1957, quando inaugurou voos entre Los Angeles e Chicago, com escalas em Denver e Kansas City. A realização destes voos só foi possível graças ao recebimento dos primeiros Douglas DC-7B, suplementados no ano seguinte pelos Vickers Viscount 800. Pela terceira vez consecutiva em apenas dois anos, uma nova substituição de equipamento ocorreu em 1959, com a entrada em serviços dos primeiros Boeing 707-120. Com estes quadrimotores a Continental deu seus primeiros passos na era da aviação a jato. 
Já nos anos 80, a Texas Air Corp., controladora da Texas International Airlines, tornou-se sócia majoritária da Continental e fundiu as duas empresas em outubro de 1982, mantendo-se o nome Continental. A fusão em nada ajudou a já debilitada saúde financeira da empresa: em 1983 solicitou pela primeira vez sua concordata preventiva, o famoso "Chapter 11". 
Em 1986, após sua reestruturação, dispensou a concordata. Em 1987 as empresas New York Air e People Express foram compradas e novos problemas começaram a surgir, levando-a a solicitar novamente concordata. 
A situação só melhorou no início da administração Gordon Bethune, que conseguiu, a partir da segunda metade da década de 90, reorganizar a empresa e torná-la competitiva. 
A frota passou por um processo de racionalização, aeronaves mais antigas e onerosas foram aposentadas, os funcionários ganharam nova moral e começaram a receber participações em dinheiro nos resultados do grupo. Novas rotas internacionais foram sendo conquistadas: hoje a Continental voa para quase toda a Europa, e também para o Oriente Médio, Ásia, América Latina e Caribe, desde seus dois principais hubs, Newark e Houston. 
Hoje em dia, operado uma das frotas mais modernas dos Estados Unidos, a Continental foi a quinta maior empresa aérea de seu país e uma das melhores na qualidade de serviços. Prova disso é que já ganhou duas vezes o cobiçado prêmio de "Airline of The Year" da revista Air Transport World. 

## Frota

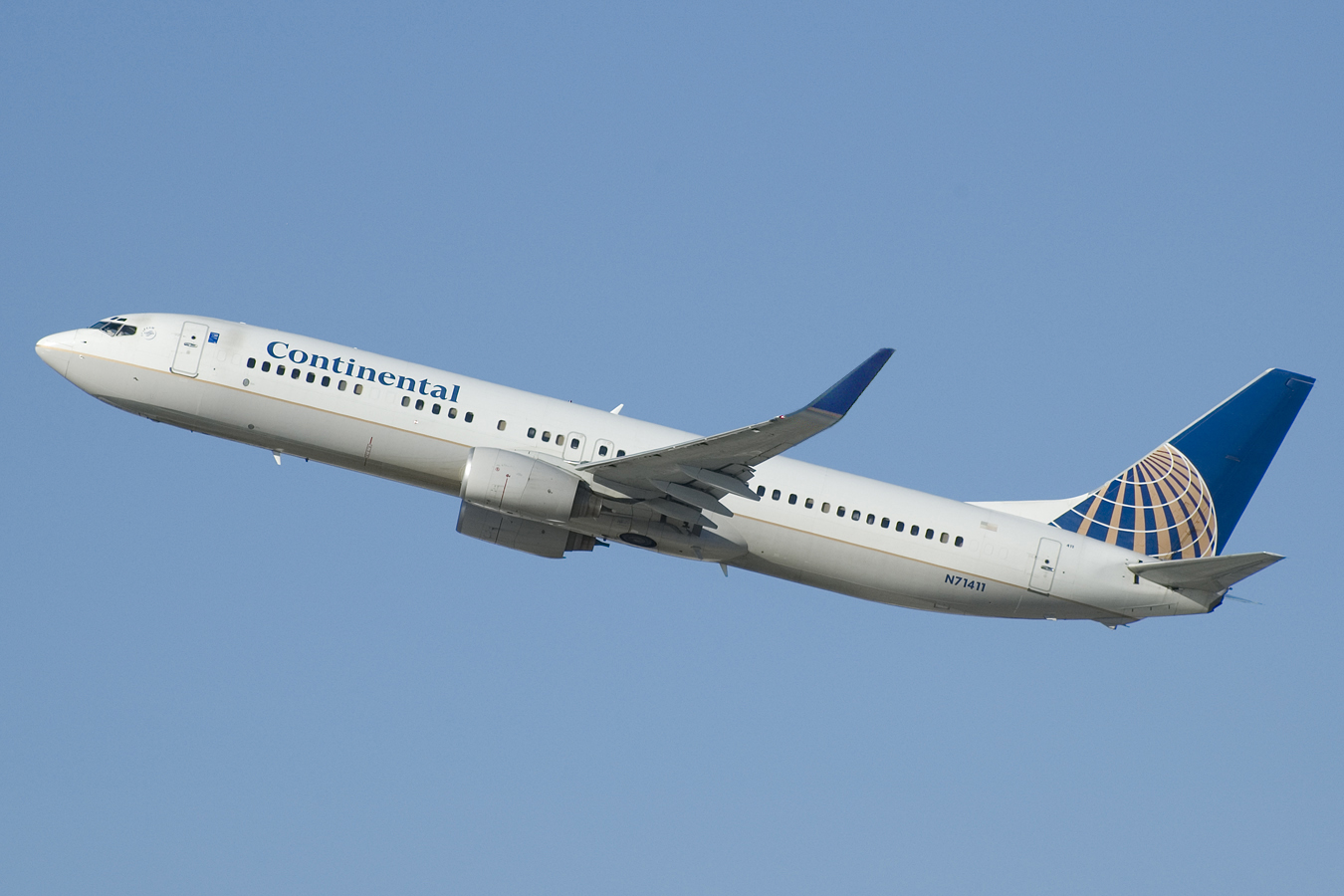
Boeing 737-900 da Continental Airlines.

| Aeronave         | Total | Ordens   | Passangeiros (First/Economy)                        |  |
| ---------------- | ----- | -------- | --------------------------------------------------- |  |
| Boeing 737-300   | 1     | 0        | 124(12/112)                                         |  |
| Boeing 737-500   | 34    | 0        | 114(8/106)                                          |  |
| Boeing 737-700   | 36    | 0        | 124(12/112)                                         |  |
| Boeing 737-800   | 117   | 05       | 152(20/132) - 157(16/141) 160(16/144) - 155(14/141) |  |
| Boeing 737-900   | 12    | 0        | 173(20/153)                                         |  |
| Boeing 737-900ER | 30    |          | 173(20/153)                                         |  |
| Boeing 757-200   | 41    | 0        | 175(16/159)                                         |  |
| Boeing 757-300   | 18    | 3(usado) | 216(24/192)                                         |  |
| Boeing 767-200ER | 10    | 0        | 174(25/149)                                         |  |
| Boeing 767-400ER | 16    | 0        | 235(35/200) - 256(20/236)                           |  |
| Boeing 777-200ER | 20    | 5        | 285(50/235) - 276(50/226)                           |  |
| Boeing 787-8     | 0     | 11       |                                                     |  |
| Boeing 787-9     | 0     | 14       |                                                     |  |
| Total            | 335   | 34       |                                                     |  |